# Antispast
Antispast (altgriechisch ἀντίσπαστος antispastos, deutsch ‚widerstrebend‘) ist in der antiken Verslehre ein Versfuß nach dem Schema
◡——◡
Dabei bezeichnet ◡ eine kurze und — eine lange Silbe. Ein Antispast besteht also aus einem Jambus (◡—) gefolgt von einem Trochäus (—◡).
Johannes Minckwitz beschreibt diesen Versfuß im Rahmen der deutschen Sprache und Dichtung so: „Weil dieser Fuß aus entgegengesetzt betonten Gliedern gebildet ist, bricht er sich gleichsam in sich selbst und widerstrebt sich im Schritt“, und später: „Dieser Fuß scheint daher seiner Natur nach dazu bestimmt, das Ringen und Kämpfen der Seele, den Widerstreit und Widerstand zu veroffenbaren; was schmerzlich ist und Klage erweckt, ergießt sich durch diese Form wie ein Strom über Felsen.“
Tatsächlich ist der Antispast auf diese Art verwendet worden. Ein Beispiel ist eine von Friedrich Gottlieb Klopstock für seinen Messias entwickelte Strophe, die als Versfüße neben dem Antispast andere, nahe verwandte Versfüße aufweist:
◡◡——◡ˌ◡——◡◡——◡
——◡ˌ◡——◡ˌ◡———◡
◡◡——◡ˌ◡——◡———◡
◡——◡ˌ◡——◡ˌ◡———◠
O der Angst Stimme, die herrufend vom Abgrunde

Dumpf tönet’ aus Staubwolken zum Licht aufklagte!

Und nunmehr sterbend noch graunvoller schwieg, furchtbarer,

Verstummt, schrecket’, als hinsinkend sie Wehklag’ ausrief!
Der Antispast entsteht insbesondere am Schluss des Choljambus, wenn dessen letzter Fuß als Trochäus realisiert wird. Er kommt außerdem gelegentlich in Versmaßen vor, in denen zwei lange Silben (antike Dichtung) beziehungsweise zwei Hebungen (deutsche Dichtung) aufeinander folgen, wie etwa dem Pentameter:
—◡◡ˌ—◡◡ˌ— ‖ —◡◡ˌ—◡◡ˌ◠
Ein Beispiel gibt ein Distichon Eduard Mörikes:
An einen Prediger

Lieber! Ganz im Vertrauen gesagt: Es buhlt mit dem Ehrgeiz

Deine Andacht; du trägst Hörnlein, und Satanas lacht.
Im zweiten Vers des Distichons, dem Pentameter, bildet „du trägst Hörnlein“ einen Antispast; sicher eine milde Form des Minckwitzschen „Ringens und Kämpfens der Seele“. Ein anderes Beispiel ist der große Asklepiadeus:
——ˌ—◡◡—ˌ—◡◡—ˌ—◡◡—ˌ◡◠
Nein, Tobackus! dein Brandopfer entweih’ üppiger Frevel nie!
In diesem Beispiel aus der Tobacksode von Johann Heinrich Voß ist „dein Brandopfer“ der Antispast.